# Sânpaul (Cluj)
Pour les articles homonymes, voir Sânpaul.
Sânpaul est une commune de Transylvanie, en Roumanie, dans le județ de Cluj. Elle est composée des villages de Sânpaul, Berindu, Mihăiești, Sumurducu, Șardu.

## Géographie
La municipalité de Sânpaul est située à l'ouest du bassin de Transylvanie dans les hautes terres de Someş (Podişul Someşelor) à l'ouest du comté de Cluj. La ville de Sânpaul est située à 22 kilomètres au nord-ouest de la capitale du district Cluj-Napoca (Klausenburg) sur le ruisseau Valea Mare et la route nationale Drum naţional 1F - partie de la route européenne 81

## Histoire
Le lieu Sânpaul a été mentionné pour la première fois en 1295. Selon Márton Roska , des découvertes archéologiques près de Cremenea dans le village incorporé de Șardu (Hongrois Magyarsárd ) indiquent un peuplement de la zone communautaire jusqu'au Paléolithique. D'autres découvertes ainsi qu'un chemin romain sont enregistrées sur la zone du village. Dans le village incorporé de Mihăieşti ( Nádasszentmihály hongrois ), sur la colline appelée Piatra Detunată, il y avait une tour de guet de l'époque romaine, dont les blocs de construction ont été utilisés pour construire une route au milieu du XIXe siècle. 
Dans le Royaume de Hongrie , la commune actuelle appartenait au district de la chaise Nádasmente dans le comté de Cluj- Napoca , puis au district historique de Cluj et de 1950 au district actuel de Cluj.

## Démographie
Depuis 1850, le nombre le plus élevé d'habitants (4348) a été enregistré sur le territoire de la commune actuelle et celui des Hongrois en 1941. Le nombre le plus élevé de Roumains (4119) a été enregistré en 1956, celui des Roms en 2011 et celui des Allemands de Roumanie en 1900.

## Images

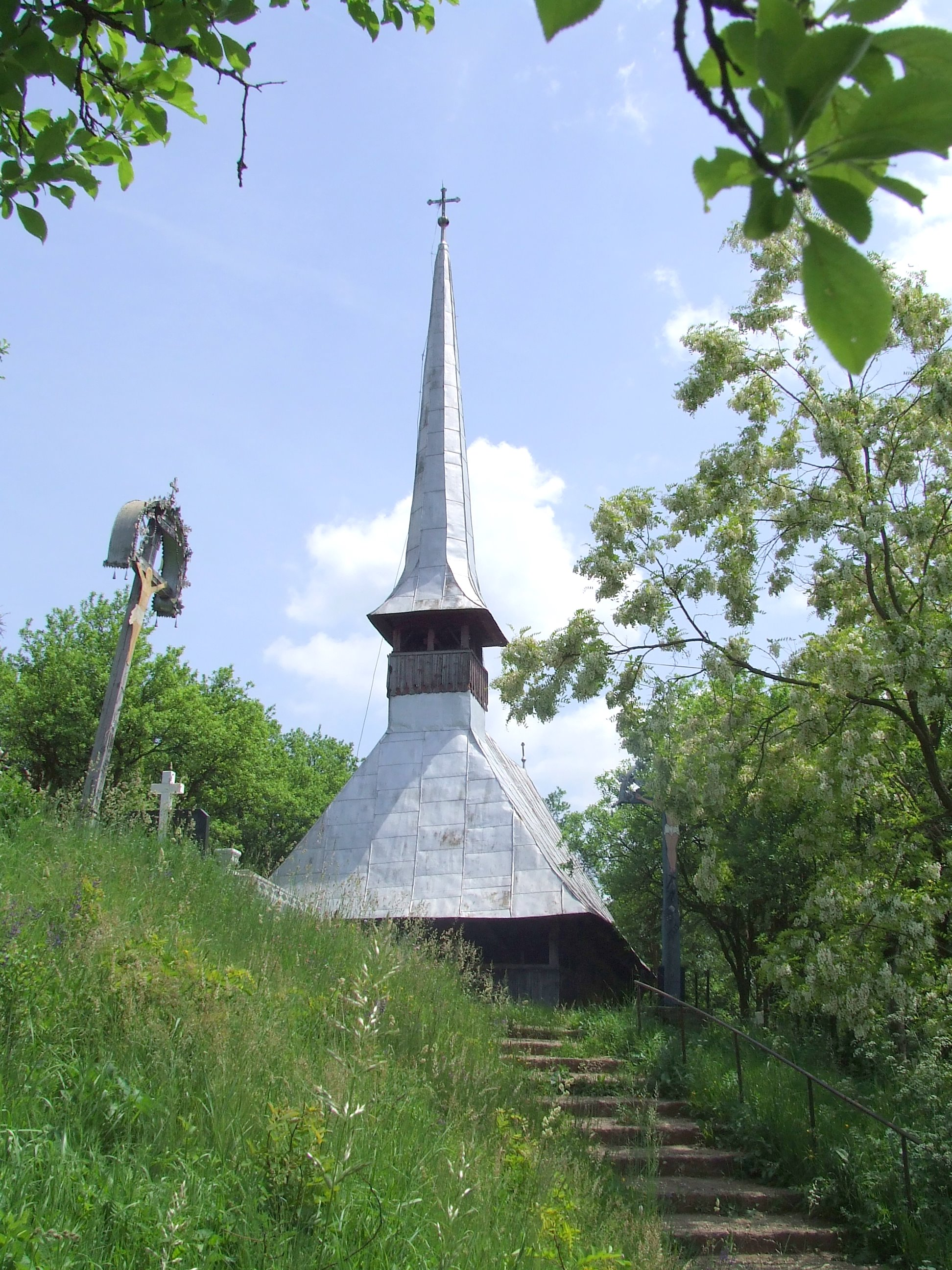
Église en bois de Sânpaul
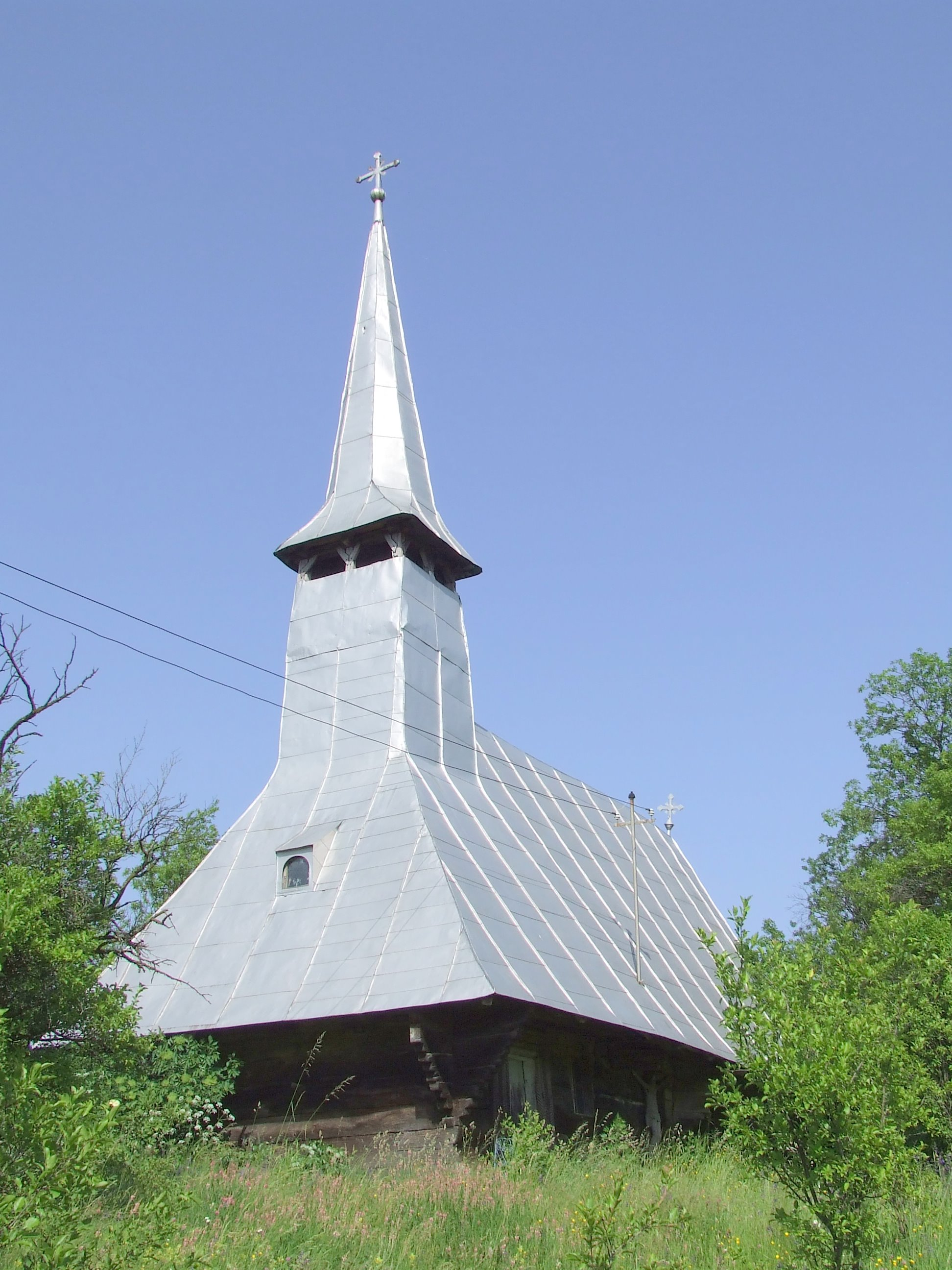
Église en bois de Șardu
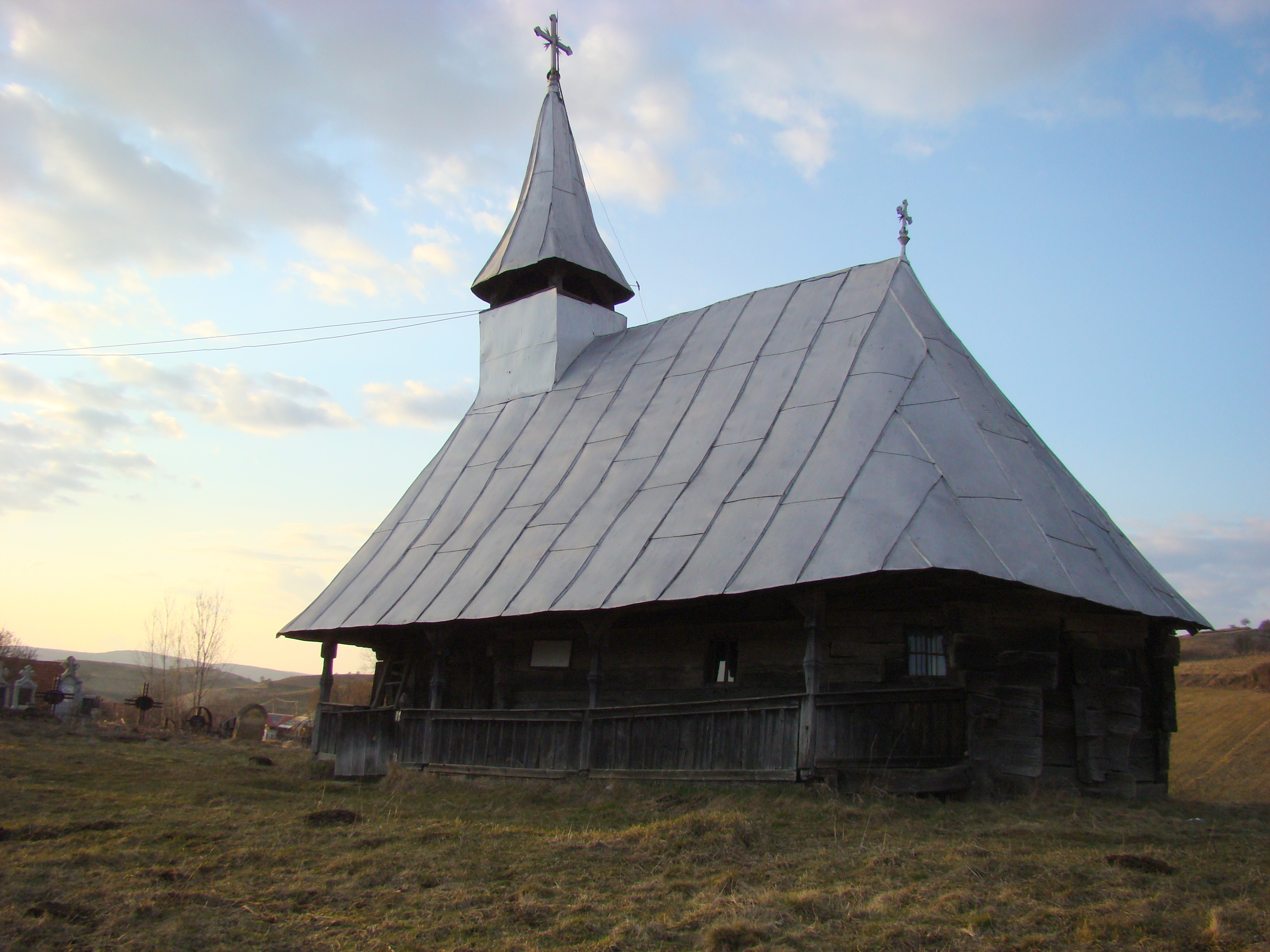
Église en bois de Sumurducu
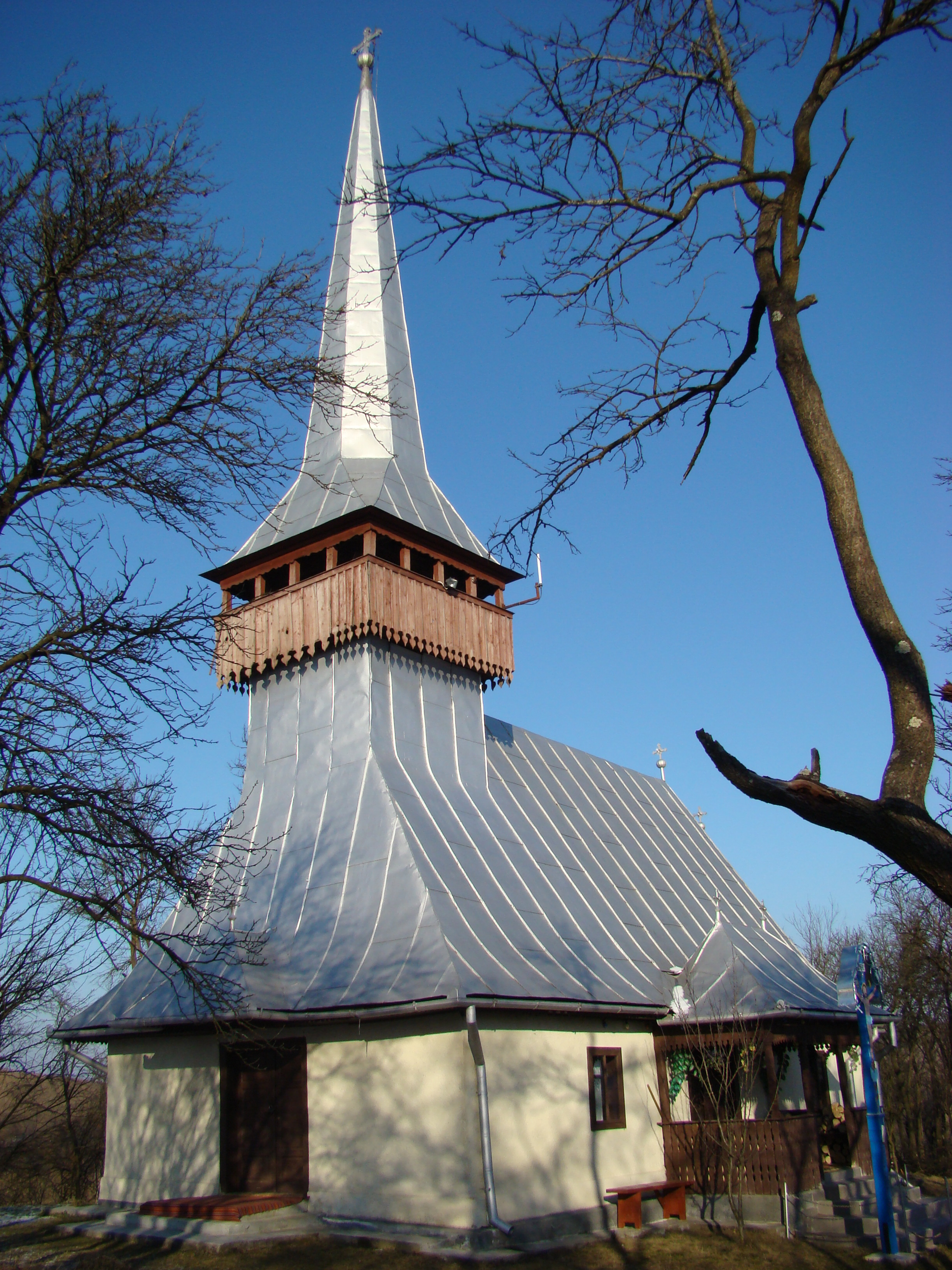
Église en bois de Mihăiești
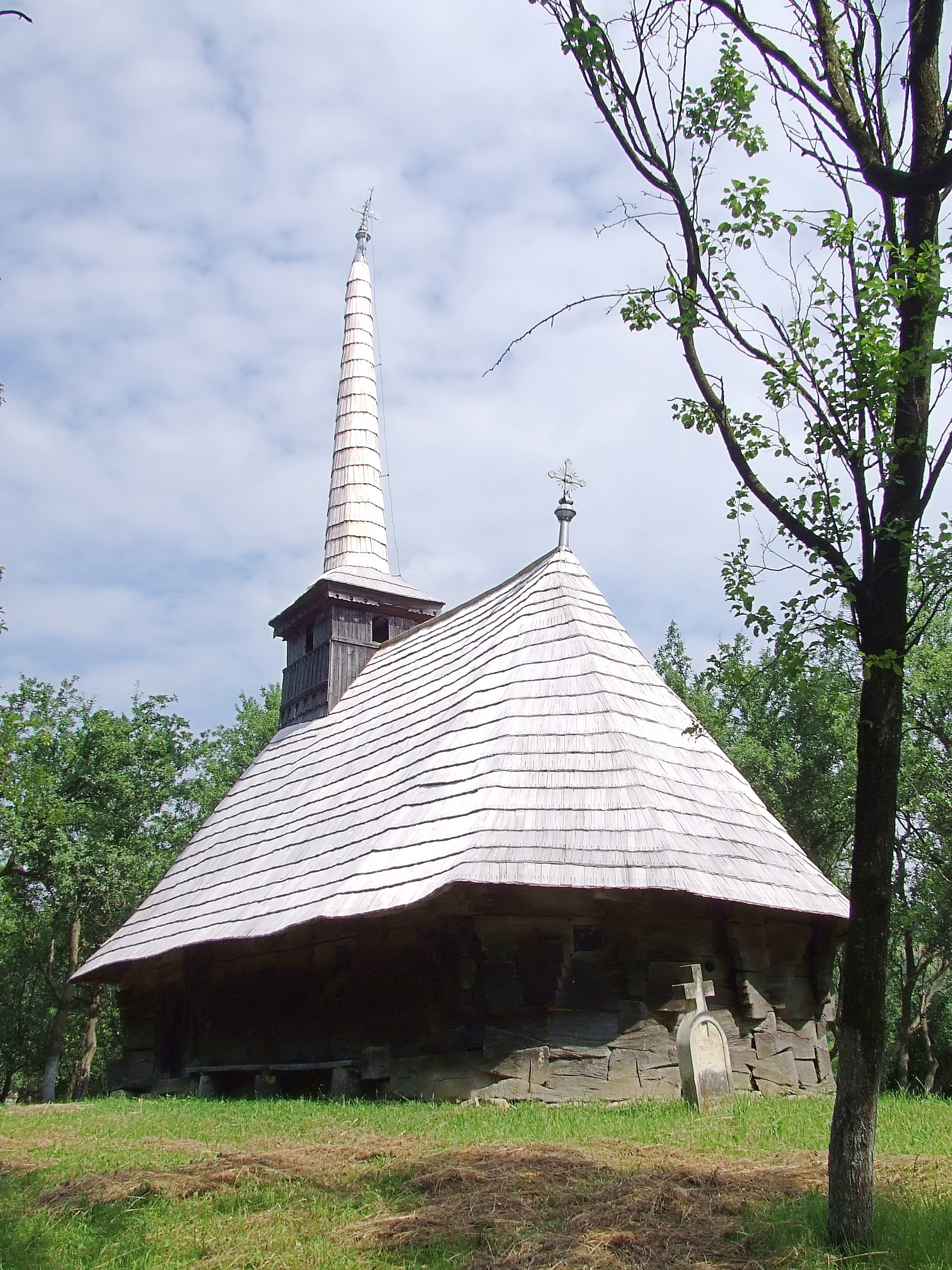
Église en bois de Berindu